# Steven B. Smith
Steven B. Smith es el titular de la cátedra Alfred Cowles de Ciencias Políticas en la Universidad de Yale, y también es master del Branford College de la misma institución.
Recibió su Ph.D. en la Universidad de Chicago. Se desempeñó brevemente como profesor asistente en la Universidad de Texas en Austin antes de su llegada a Yale en 1984, donde se le concedió la titularidad en 1990. Sus investigaciones se han centrado en la historia de la filosofía política, con especial atención a los problemas de los antiguos y de los modernos, a la filosofía judía y a las teorías de la democracia constitucional.
Entre sus libros más relevantes están Hegel's Critique of Liberalism (1989), Spinoza, Liberalism, and the Question of Jewish Identity (1997), Spinoza's Book of Life (2003), Reading Leo Strauss (2006) y The Cambridge Companion to Leo Strauss (2009). Está casado y tiene un hijo.